# Florida Film Critics Circle Awards 2018
Na 23. ročníku udílení cen Florida Film Critics Circle Awards byly předány ceny v těchto kategoriích dne 21. prosince 2018. Nominace byly oznámeny 19. prosince 2018.

## Vítězové a nominovaní

### Nejlepší film
Favoritka
- První člověk
- Kdyby ulice Beale mohla mluvit
- Jezdec
- Roma

### Nejlepší režisér
Alfonso Cuarón – Roma
- Lynne Ramsay – Nikdys nebyl (2. místo)
- Damien Chazelle– První člověk
- Peter Farrelly – Zelená kniha
- Yorgos Lanthimos – Favoritka
- Hirokazu Kore-eda – Zloději

### Nejlepší herec v hlavní roli
Joaquin Phoenix – Nikdys nebyl
- Christian Bale – Vice
- Willem Dafoe – U brány věčnosti
- Ethan Hawke – Zoufalství a naděje
- Viggo Mortensen – Zelená kniha

### Nejlepší herečka v hlavní roli
Melissa McCarthy – Dokážete mi kdy odpustit?
- Toni Collette – Děsivé dědictví (2. místo)
- Glenn Close – Žena
- Olivia Colmanová – Favoritka
- Natalie Portman – Vox Lux

### Nejlepší herec ve vedlejší roli
Steven Yeun – Vzplanutí
- Richard E. Grant – Dokážete mi kdy odpustit? (2. místo)
- Mahershala Ali – Zelená kniha
- Adam Driver – BlacKkKlansman
- Hugh Grant – Paddington 2

### Nejlepší herečka ve vedlejší roli
Sakura Ando – Zloději
- Claire Foy – První člověk (2. místo)
- Regina Kingová – Kdyby ulice Beale mohla mluvit
- Emma Stoneová – Favoritka
- Rachel Weisz – Favoritka

### Nejlepší obsazení
Favoritka
- Holky sobě (2. místo)
- BlacKkKlansman
- Šíleně bohatí Asiati
- Kdyby ulice Beale mohla mluvit

### Nejlepší původní scénář
Boots Riley – Sorry To Bother You
- Bo Burnham – Osmá třída (2. místo)
- Deborah Davis a Tony McNamara – Favoritka
- Paul Schrader – Zoufalství a naděje
- Bryan Woods, Scott Beck a John Krasinski– Tiché místo

### Nejlepší adaptovaný scénář
Nicole Holofcener a Jeff Whitty – Dokážete mi kdy odpustit?
- Barry Jenkins – Kdyby ulice Beale mohla mluvit (2. místo)
- Josh Singer – První člověk
- Charlie Wachtel, David Rabinowitz, Kevin Willmott, a Spike Lee – BlacKkKlansman
- Lynne Ramsay – Nikdys nebyl

### Nejlepší cizojazyčný film
Zloději • Japonsko
- Roma • Mexiko (2. místo)
- Vzplanutí • Jižní Korea
- Studená válka • Polsko

### Nejlepší dokument
Shikers
- Free Solo
- Monrovia, Indiana
- Won't You Be My Neighbor?

### Nejlepší animovaný film
Mirai, dívka z budoucnosti
- Spider-Man: Paralelní světy (2. místo)
- Úžasňákovi 2
- Psí ostrov

### Nejlepší kamera
Lukasz Zal – Studená válka
- Alfonso Cuarón – Roma (2. místo)
- James Laxton – Kdyby ulice Beale mohla mluvit
- Robbie Ryan – Favoritka
- Linus Sandgren – První člověk

### Nejlepší výprava
Favoritka
- Paddington 2 (2. místo)
- Annihilation
- První člověk
- Kdyby ulice Beale mohla mluvit
- Roma

### Nejlepší vizuální efekty
Annihilation
- Avengers: Infinity War (2. místo)
- První člověk
- Psí ostrov
- Ready Player One: Hra začíná

### Nejlepší skladatel
Justin Hurwitz – První člověk
- Nicholas Britell – Kdyby ulice Beale mohla mluvit (2. místo)
- Jonny Greenwood – Nikdys nebyl
- Ben Salisbury a Geoff Barrow – Annihilation

### Nejlepší první film
Bo Burnham – Osmá třída
- Bradley Cooper – Zrodila se hvězda
- Ari Aster – Děsivé dědictví
- Boots Riley – Sorry to Bother You
- Ofir Raul Graizer – Cukrář

### Objev roku
Elsie Fisher – Osmá třída
- Thomasin Mckenzie – Beze stop (2. místo)
- KiKi Layne – Kdyby ulice Beale mohla mluvit